# Artico (romanzo)
Artico (Ice Hunt), è un romanzo techno-thriller del 2003 scritto da James Rollins. È stato pubblicato in italiano per la prima volta nel 2005.

## Trama

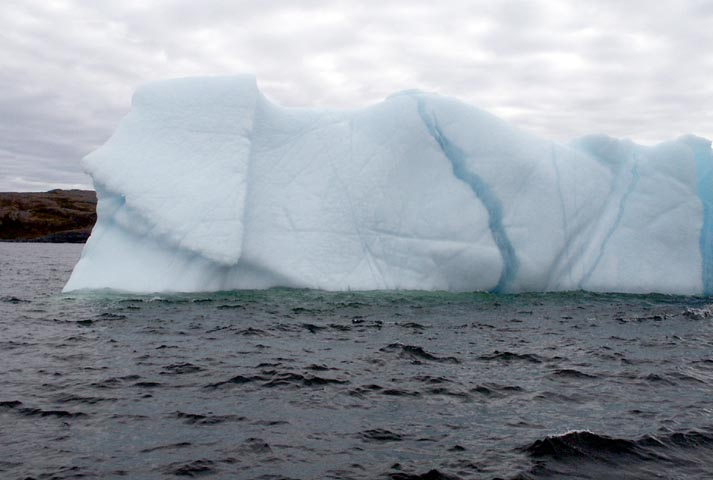
Un iceberg

Polo Nord. Durante una missione di esplorazione scientifica, il sottomarino Polar Sentinel individua all'interno di un iceberg una base artica abbandonata, la Base Grendel russa, al cui interno si trovano decine di cadaveri e un sommergibile russo della seconda guerra mondiale congelato. Inizia così l'esplorazione, che dura quasi due mesi, mentre il governo di Mosca invia il suo più potente sottomarino, il Drakon.
Alla base, per diversi motivi, giungono anche Craig, un giornalista, e Matthew, una guardia forestale dell'Alaska, ex Berretto Verde che ha partecipato a diverse missioni in Somalia. Assieme a loro giunge anche il Drakon per recuperare i corpi ritrovati nella base. Ma la verità viene ben presto a galla: i russi giungono alla base con intenzioni estremamente bellicose, attaccano il contingente statunitense uccidendo diversi marinai, più che mai decisi a far sprofondare l'intera struttura in acqua per nascondere la verità su orribili esperimenti che i loro scienziati compivano su civili inuit.
Ma oltre ai russi, nella stazione si nascondono enormi creature predatrici, che sono state risvegliate dal loro letargo a causa dell'attività degli americani. A complicare ulteriormente la situazione anche l'arrivo della Delta Force. I protagonisti si trovano così in un conflitto a fuoco incrociato, con un solo obiettivo in testa: fuggire dalla base, prima che diventi la loro tomba.

## Edizioni
- James Rollins, Artico, traduzione di Dario Leccacorvi e Rosa C. Stoppani, collana TEA, Nord, 2007,  p. 468, ISBN 978-88-502-1283-5.